# Policordia
Policordia is een geslacht van tweekleppigen uit de  familie van de Lyonsiellidae.

## Soorten
- Policordia angelika (Linse, 2002)
- Policordia atlantica Allen & Turner, 1974
- Policordia cordata (Verrill & Bush, 1898)
- Policordia densicostata (Locard, 1898)
- Policordia diomedea Dall, Bartsch & Rehder, 1938
- Policordia extenta Ivanova, 1977
- Policordia gemma (A. E. Verrill, 1880)
- Policordia grandis (E. A. Smith, 1885)
- Policordia insolita Allen & Turner, 1974
- Policordia ivanovae Poutiers & Bernard, 1995
- Policordia jeffreysi (Friele, 1879)
- Policordia laevigata Ivanova, 1977
- Policordia laevis Allen & Turner, 1974
- Policordia lisbetae Knudsen, 1970
- Policordia maculata Ivanova, 1977
- Policordia media (Okutani, 1962)
- Policordia murrayi (Knudsen, 1967)
- Policordia obliqueovata Ivanova, 1977
- Policordia olivacea Poutiers & Bernard, 1995
- Policordia ovata Ivanova, 1977
- Policordia papyracea (E. A. Smith, 1885)
- Policordia pilula (Pelseneer, 1911)
- Policordia radiata (Dall, 1889)
- Policordia rectangulata Ivanova, 1977
- Policordia subrotundata Ivanova, 1977